# Krusensterniella multispinosa
Krusensterniella multispinosa är en fiskart som beskrevs av Soldatov 1922. Krusensterniella multispinosa ingår i släktet Krusensterniella och familjen tånglakefiskar. Inga underarter finns listade i Catalogue of Life.